# Zelotomys woosnami
Zelotomys woosnami és una espècie de mamífer rosegador de la família dels múrids. Viu a altituds d'entre 800 i 1.200 msnm a Angola, Botswana, Namíbia i Sud-àfrica. Els seus hàbitats naturals són les sabanes seques. És una espècie en risc mínim, és a dir, no sembla que hi hagi cap amenaça significativa per a la seva supervivència. Aquest tàxon fou anomenat en honor del soldat, viatger i naturalista britànic Richard Bowen Woosnam.